# Mátraháza
Mátraháza üdülőhely a Mátrában. Közigazgatásilag Gyöngyöshöz tartozik.

## Fekvése
A Mátra hegy gerincén, 650-700 méter tengerszint feletti magasságban fekszik, 10 km-re észak-északkeletre Gyöngyös központjától. A Gyöngyöst Paráddal és Egerrel összekötő 24-es főúton közelíthető meg. Légvonalban Kékestetőtől 2 km-re délnyugatra van.

## Története
1930-ban a Mátra Egylet egy menedékházat épített ide. Ez volt az első épület. A település neve is innen származik. A pagodára emlékeztető épület ma is áll és szállodaként funkcionál. 1935-ben indultak el az első közvetlen buszjáratok Budapestről.
A könnyű megközelíthetősége, és a Mátra hegy belsejében elfoglalt helye kitűnő túra-kiinduló ponttá teszi. A téli sportok kedvelői körében is gyakori úti cél. A Kékes – Mátraháza sípálya Magyarország leghosszabb lesiklópályája. Az 1,8 km hosszú, 330 méteres szintkülönbséggel rendelkező pályán nemzetközi versenyek lebonyolítására alkalmas síugró sánc is épült. Telente külön síbuszokat indítanak innen a Kékesre, síversenyeket is rendeznek.
Klimatikus adottságai a légzőszervi betegségekben szenvedőknek nyújt enyhülést. A gyógyüdülés a Nagy-Somor-réten 1937-1932-ben épült tüdőszanatóriumban (ma Mátrai Gyógyintézet) lehetséges.

## Nevezetességei

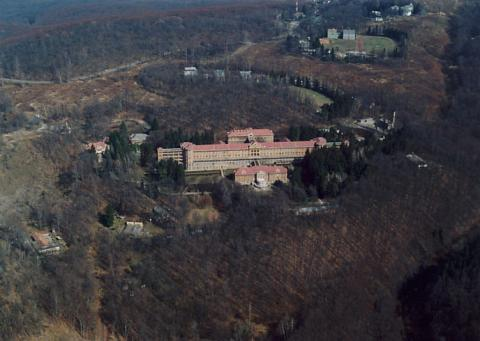
A Mátraházai Szanatórium légifelvételről

- Pagoda Hotel – Régen Sport szálló néven működött. 2001-ben nyitotta meg újra kapuit. [Jegyzetek: 1]
- Templom – 1942-ben épült.
- Naphimnusz park – A parkot 2002-ben a ferences rend készítette a templom mellett, a Mátrát látogató turisták részére.

## Ismert személyek, akik a településhez kötődnek
- Itt hunyt el Tormay Cécile (Budapest, 1875. október 8. – Mátraháza, 1937. április 2.) írónő, műfordító, közéleti szereplő.
- Itt hunyt el 1976. augusztus 2-án Kalmár László matematikus, az MTA tagja.

## Egyéb adatok
- Népesség: 284
- Irányítószám: 3233

## Külső hivatkozások
- Mátraháza az utazom.com honlapján
- Naphimnusz park honlapja Archiválva 2005. december 27-i dátummal a Wayback Machine-ben
- Mátraháza a szeporszag.hu-n